# Кол Молин (Белуно)
Кол Молин (итал. Col Molin) је насеље у Италији у округу Белуно, региону Венето.
Према процени из 2011. у насељу је живело 41 становника. Насеље се налази на надморској висини од 369 м.